# Caumont (Ariège)
Caumont è un comune francese di 313 abitanti situato nel dipartimento dell'Ariège nella regione dell'Occitania.

## Società

### Evoluzione demografica
Abitanti censiti